# 外星人的日常
是一部英國的紀錄劇情片，由蘇菲·歐克妮多擔任旁白。使用CGI技術描繪，並透過由四集組成的迷你影集將事實與科幻要素結合，並通過將地球上的生命定律應用於想像中的系外行星，模擬出外星生命的生活。該劇於2020年12月2日在Netflix上線。

## 集數
| 集數 | 標題           | 上線日期      |
| ---- | -------------- | ------------- |
| 1    | 阿特拉斯 Atlas | 2020年12月2日 |
| 2    | 賈努斯 Janus   | 2020年12月2日 |
| 3    | 伊登 Eden      | 2020年12月2日 |
| 4    | 泰拉 Terra     | 2020年12月2日 |

## 外部鏈結
- 互联网电影数据库（IMDb）上《外星人的日常》的资料（英文）
- 在Netflix上觀看《外星人的日常》
- "Exploring 'Alien Worlds' on Netflix" （页面存档备份，存于） from the SETI Institute